# Josep Antoni de Albert
Josep Antoni de Albert i Muntadas (ur. 1910 w Barcelonie, zm. 5 lutego 1990 tamże) – hiszpański przedsiębiorca i działacz sportowy.
Był prezesem rodzinnego barcelońskiego przedsiębiorstwa L'Espanya Industrial. W sierpniu 1934 został założony klub piłkarski Club Deportiu Espanya Industrial należący do firmy, a de Albert był jego pierwszym prezesem. 20 sierpnia 1943 został prezesem klubu FC Barcelona po tym jak ze stanowiska zrezygnował Enrique Piñeyro Queralt. Podczas sprawowania tej funkcji miał trudności ze skompletowaniem ośmioosobowego zarządu klubu. Krótko po udanym powołaniu zarządu został wiceprezesem Federació Catalana de Futbol – katalońskiego związku piłkarskiego. Po objęciu nowego stanowiska musiał zrezygnować z dotychczas sprawowanej funkcji w Barçy, co nastąpiło 20 września 1943. Jego następcą został Josep Vendrell. W czasie jego kadencji w CD Espanya Industrial klub stał się filią FC Barcelony w 1951.